# Oxira melanomma
Oxira melanomma là một loài bướm đêm trong họ Noctuidae.